# طريقة ثمانية (فيزياء)

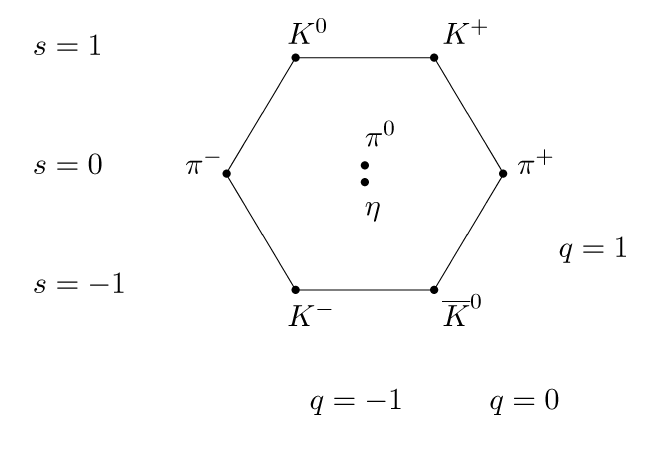
The meson octet. Particles along the same horizontal line share the same strangeness, s, while those on the same left-leaning diagonals share the same charge, q (given as multiples of the elementary charge).

في الفيزياء، الطريقة الثمانية أو الطريق ثماني اللفات أو الطريق الثماني (بالإنجليزية: The eightfold way)‏ هو مصطلح يشير إلى مخطط تنظيمي لفئة من الجسيمات دون الذرية تعرف باسم الهادرونات أدت إلى تطوير نموذج الكوارك. اقترح الفيزيائي الأمريكي موراي جيلمان والفيزيائي الإسرائيلي يوفال نئمان الفكرة في عام 1961. يأتي الاسم من ورقة جيلمان الصادرة عام 1961 وهي إشارة إلى الطريق النبيل الثماني في البوذية.